# Buša

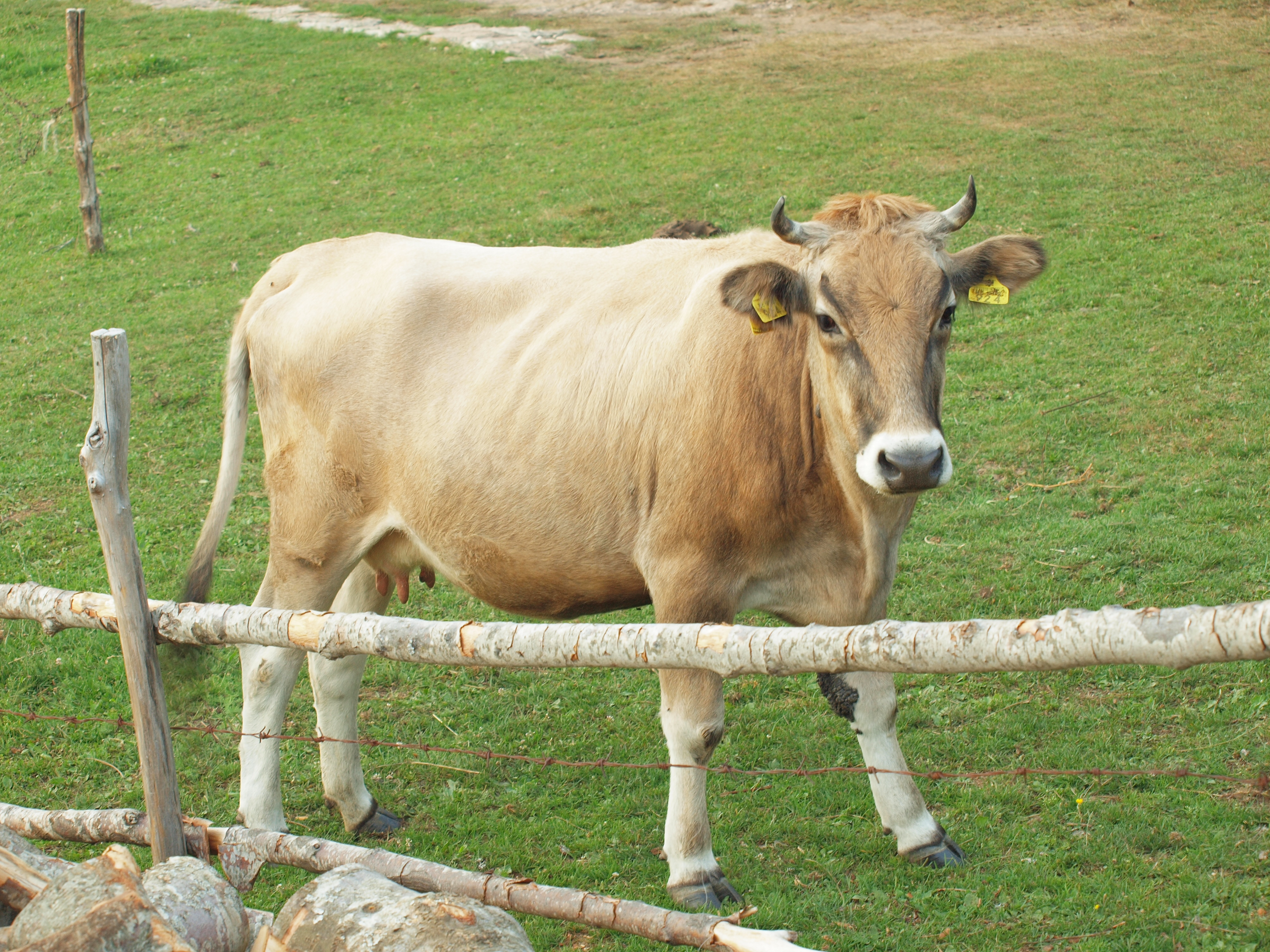
Die kleinwüchsigen einfarbigen Rinder sind in den Karstländern der Dinariden verbreitet. Hier aus der Bijela gora im Orjen-Gebirge

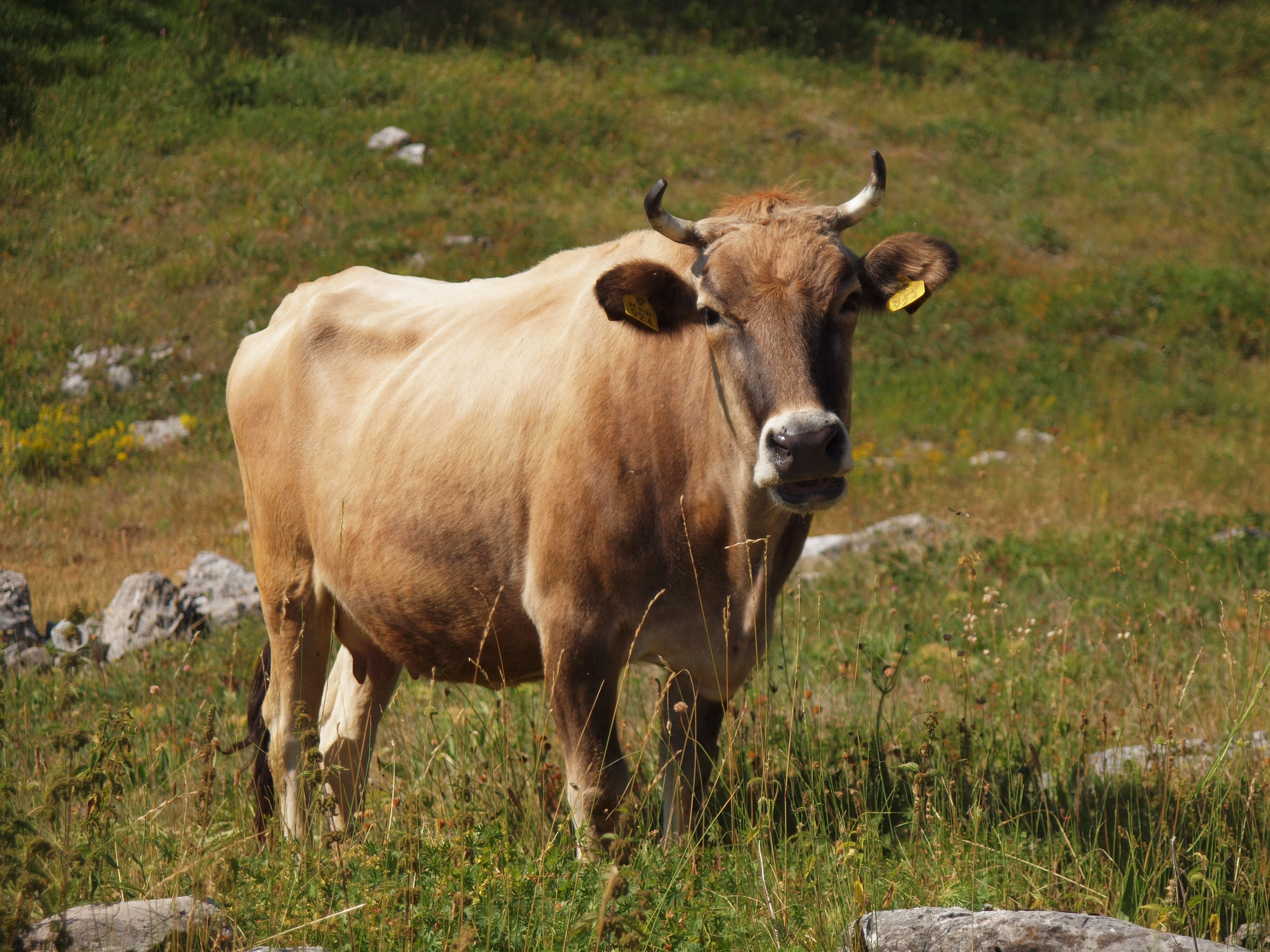
Die Tiere sind gut an die teilweise kargen Lebensbedingungen der Karsthochländer angepasst

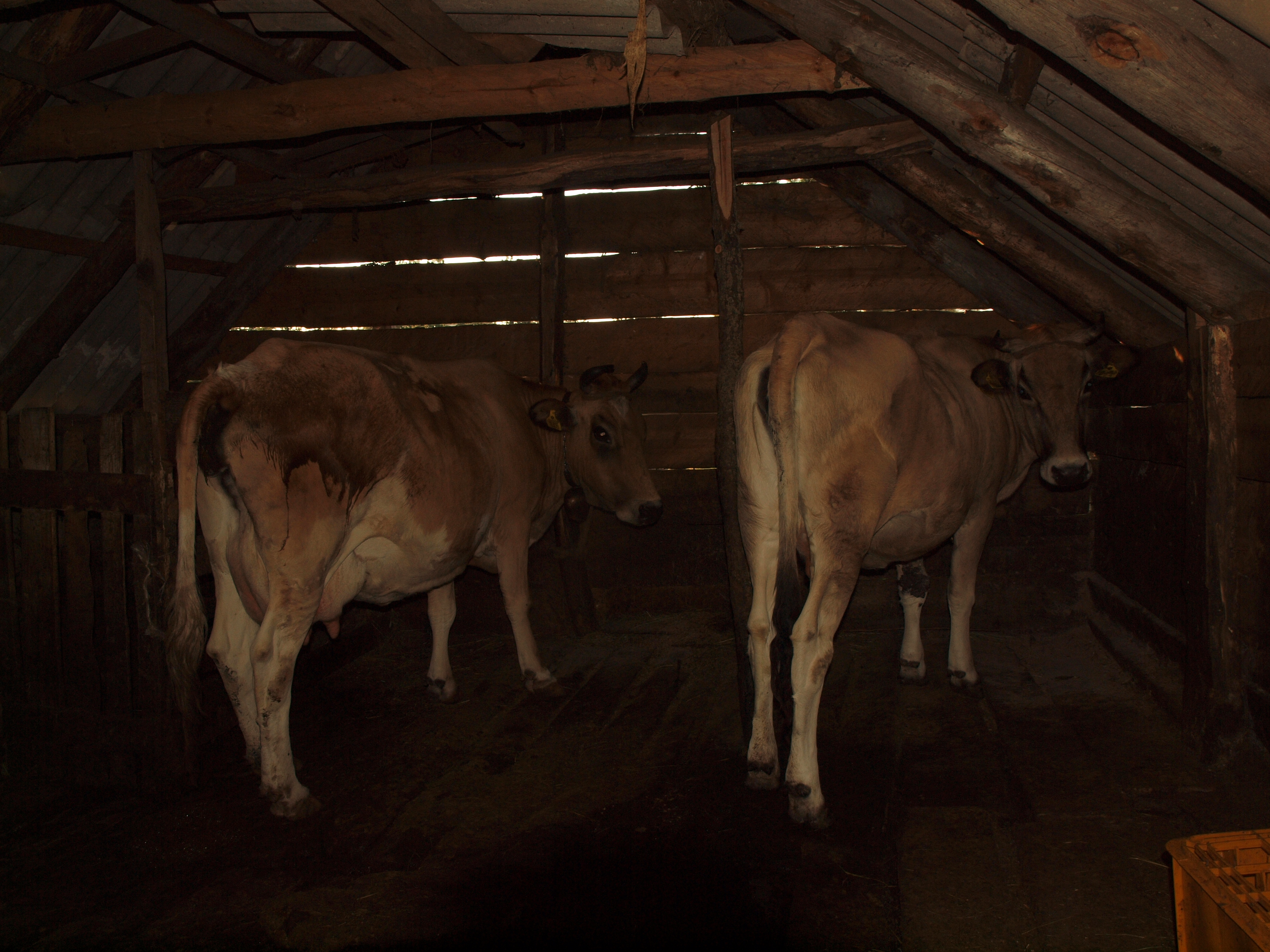
Koliba-Haltung im Hochland von Montenegro

Buša ist eine Rinderrasse. Sie gehört zur Gruppe der kurzhornigen Rinder. Buša gehören zu den recht ursprünglichen Rinderrassen, genetisch sind sie die älteste Rinderart Europas. Sie besitzen außerdem eine Haplogruppe, die ansonsten nur bei neolithischen Rindern gefunden wurde. Keine andere Hausrinderart hatte bisher ein genetisches Merkmal zu diesen neolithischen Stammformen der heutigen domestizierten Hausrinder gebracht. Ein weiteres Merkmal der in historischer Zeit nicht mehr selektierten Buša-Rinder ist ihre hohe genetische Vielfalt, sie ist höher als in irgendeiner anderen europäischen Rinderrasse. Dieses Merkmal ist für den Erhalt der funktionellen und genetischen Vielfalt der Rinderrassen weltweit von Bedeutung.

## Beschreibung
Diese Rinder sind einfarbig braun. Die Rasse ist klein, Kühe wiegen max. 300 kg bei einer Widerristhöhe von 115 cm, Bullen bis zu 450 kg bei einem Widerrist von 120 cm. Buša ist ein spätreifes Rind. Färsen werden erst mit 2 Jahren geschlechtsreif. Die Kälber sind bei der Geburt sehr klein (15 kg). Die Fruchtbarkeit liegt zwischen 85 % und 90 %. Weibliche Tiere bleiben bis zu ihrem 12. Lebensjahr fruchtbar. Die Lebensdauer beträgt zirka 20 Jahre.

### Schläge

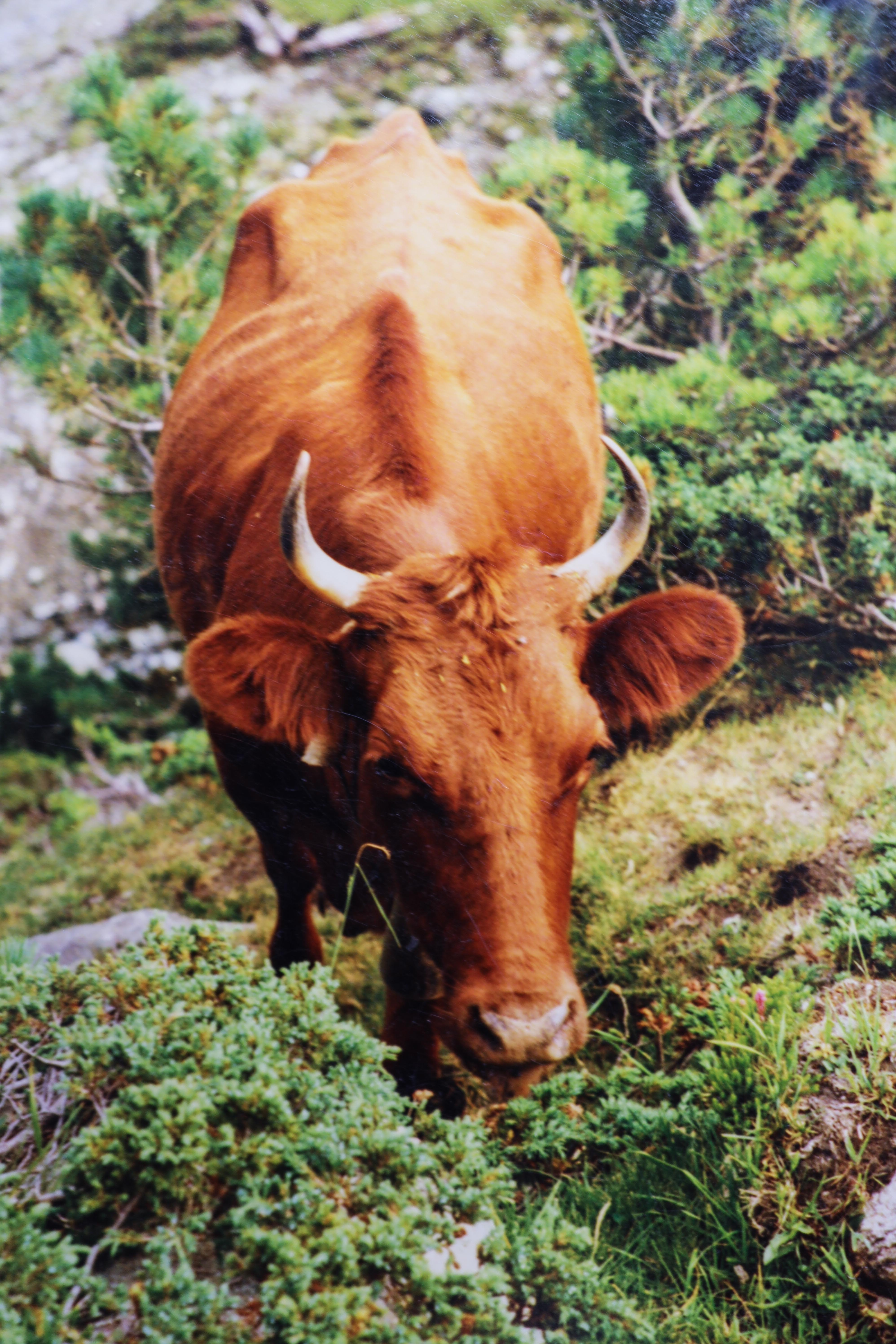
Die Rote Metohische Buša ist im Prokletije verbreitet

Die Buša-Metapopulation ist über 14 Schläge über die Balkanhalbinsel verbreitet.
Durch Einkreuzung Westeuropäischer Rinderrassen sind insbesondere die Schläge in der albanischen Niederung (Jersey-Rind) sowie in Bosnien (Tiroler Grauvieh) genetisch nicht mehr ursprünglich. Auch in den anderen Regionen erfolgten Einkreuzungen, jedoch kaum systematisch. Schläge der Prokletije (Metohische Rote Buša) sind praktisch nie eingekreuzt worden. Sehr wenig eingekreuzt wurden Schläge der Šar Planina (Šar Buša), der Prespa-Schlag im Grenzgebiet um den Prespasee in Griechenland, Albanien und Mazedonien (Prespa-See Buša) sowie die Monteneginischen-, Serbischen- und Mazedonischen Buša.
Schläge aus Bosnien und der Herzegowina wurden noch in der Zweiten Hälfte des 19. Jahrhunderts durch "Verbesserung" der Milch- und Fleischleistung mit Tiroler Grauvieh sowie Simmentaler eingekreuzt. Die Buša-Populationen in den Niedrungsgebieten Albaniens sind in den 1980er Jahren durch systematische Samenimporte englischer Jersey-Rinder kaum noch rein erhalten.
Die heute anerkannten 14 Schläge verteilen sich wie folgt: Rhodopen Kurzhornrind (in den östlichen Rhodopen um Krumovgrad, Momchilgrad, Zlatograd und Madzharovo), Mazedonische Buša, Albanische Buša-Schläge (Prespa-Schlag, Mittelalbanische Buša, Lekibaj Buša, Dibra Rind, Shkodra Rind), Dukagjini Buša, Metohische Rote Buša, Šar Buša, Montenegrinische Buša, Serbische Buša, Bosnische Buša, Kroatische Buša.

## Nutzung

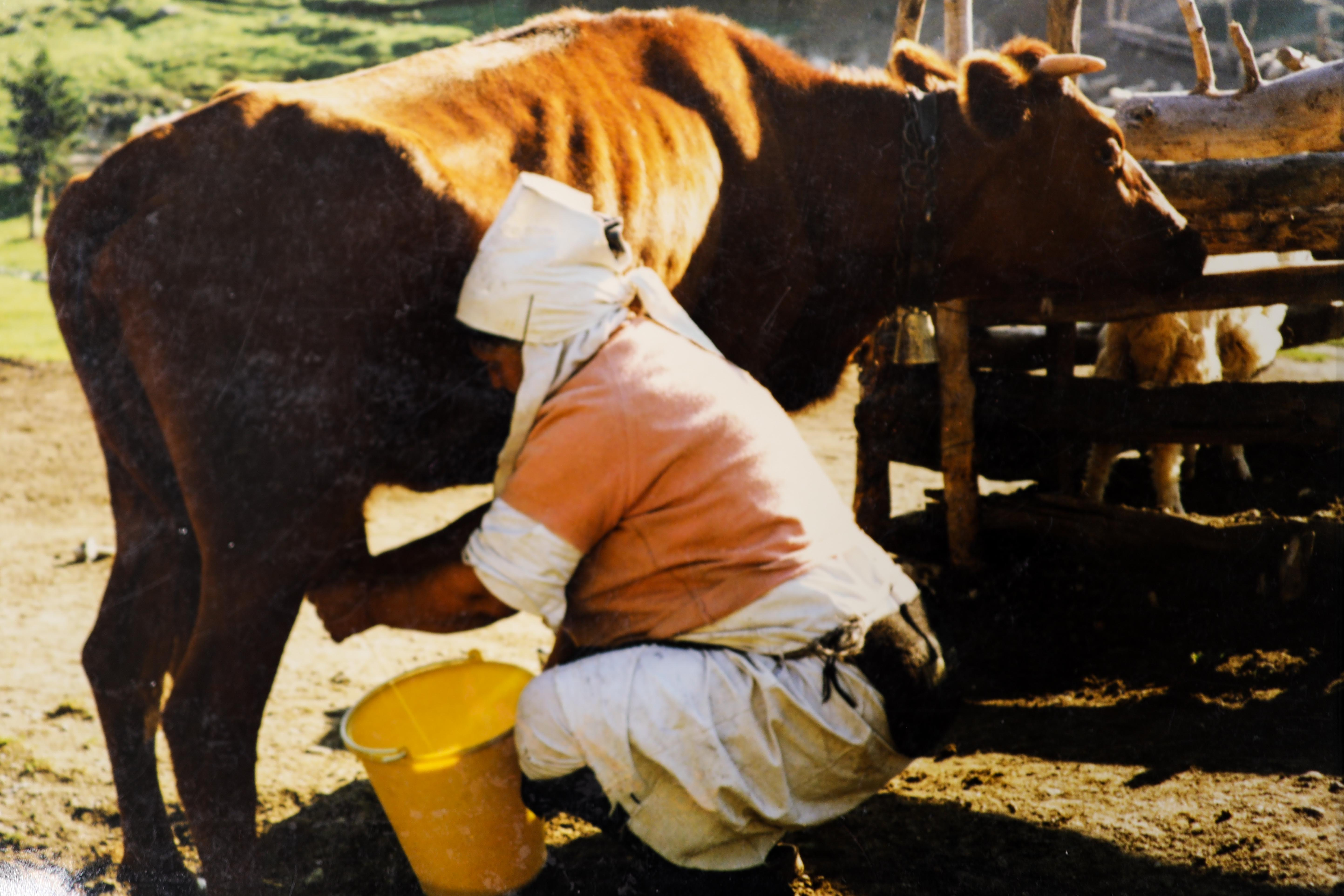
Katun im Prokletije. Die Rote Metohija Buša in der Milchproduktion.

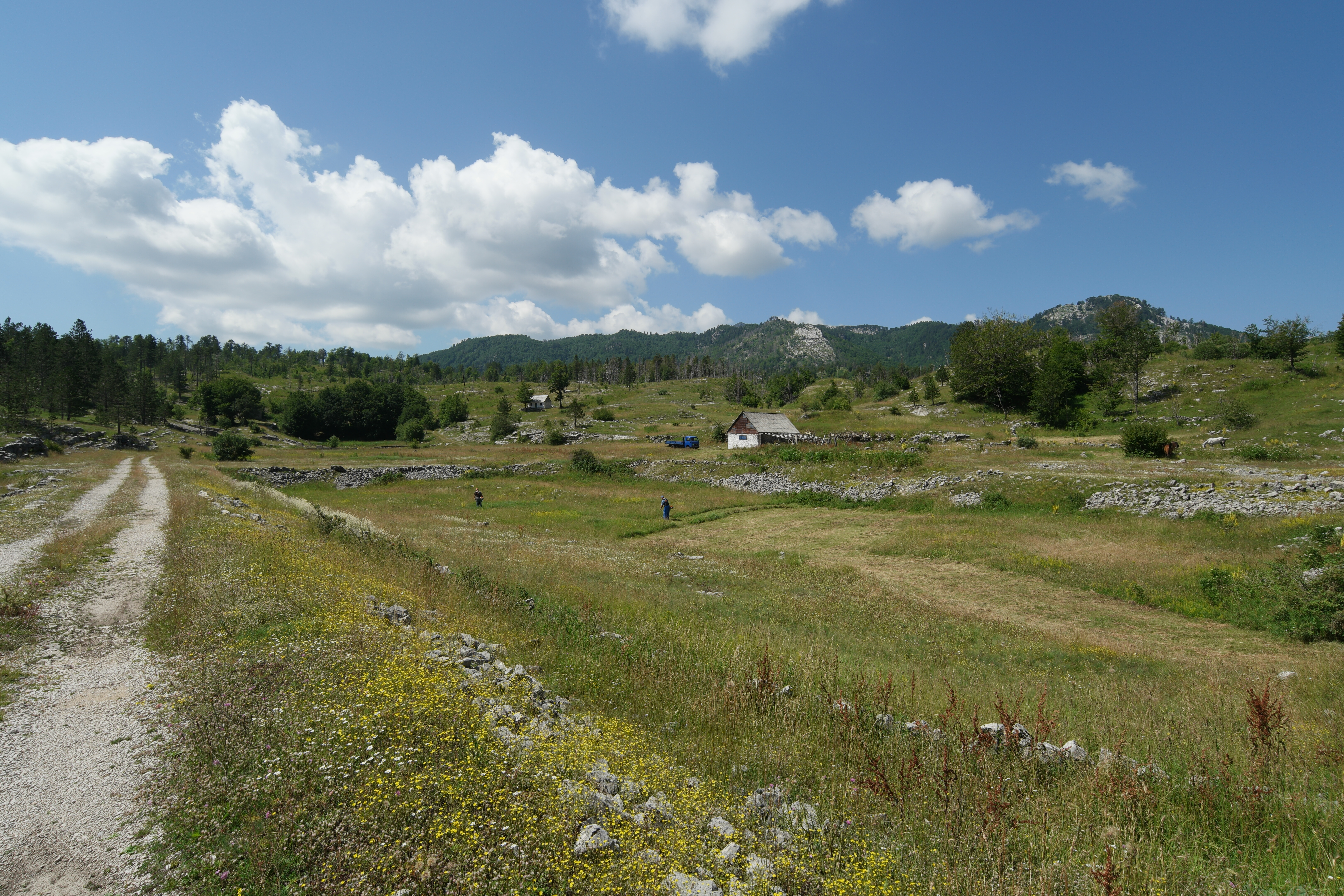
Heuernte im Hochland der Bijela gora. Die Kalkmagerwiesen werden noch im Juli geschnitten

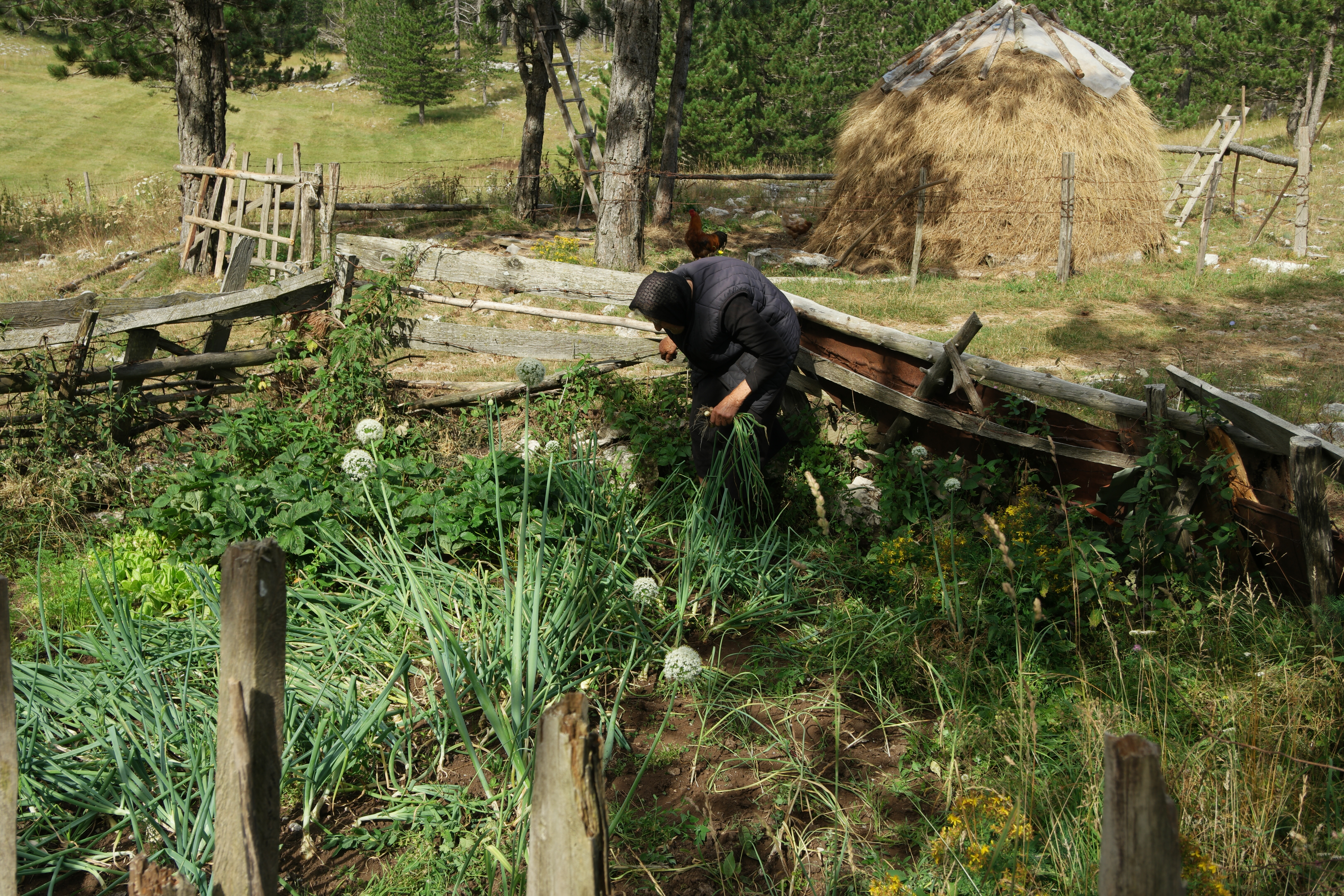
Das Heu wird neben der Koliba getrocknet, es dient in der kalten Jahreszeit als Futter der Tiere. Bijela gora im Orjen

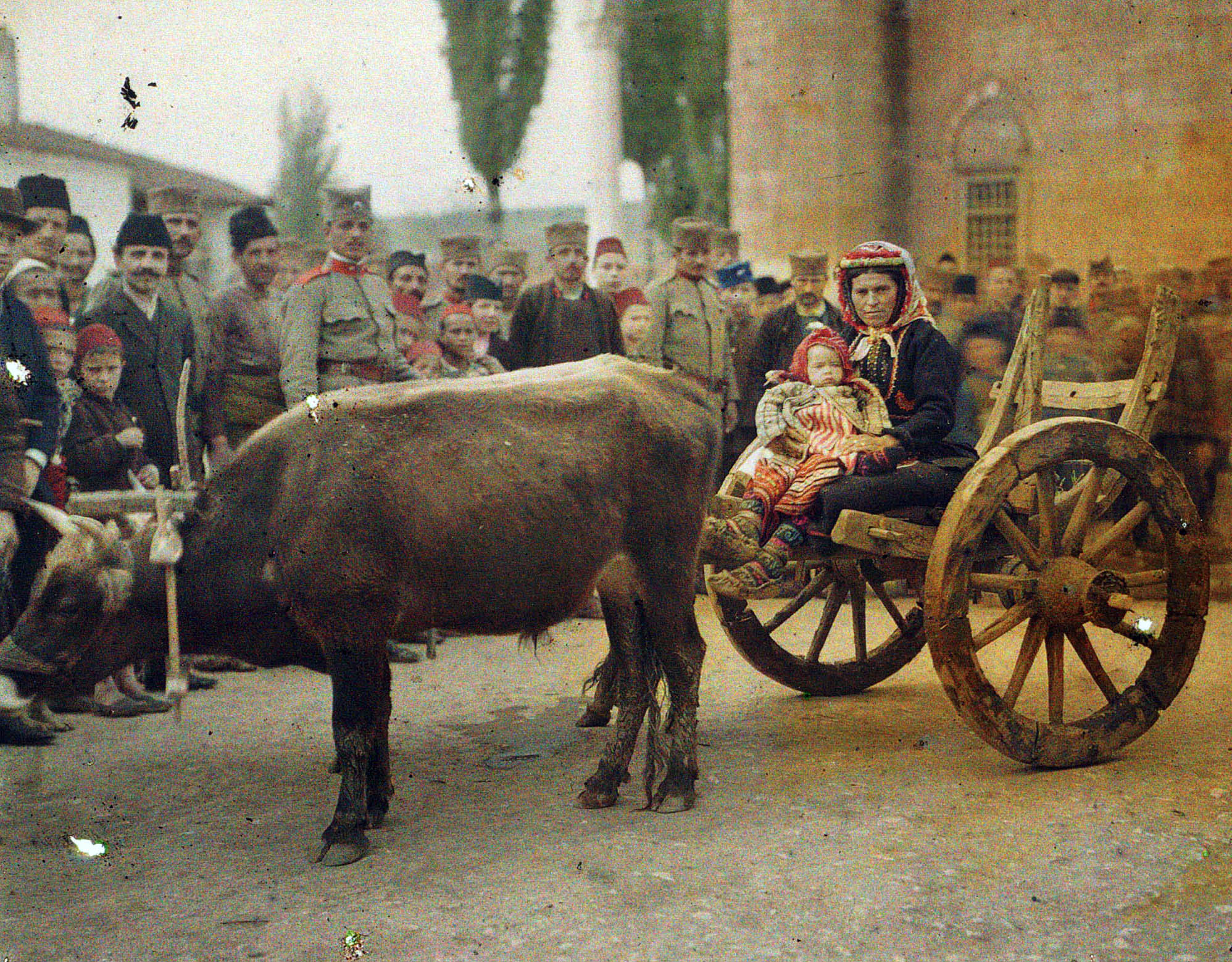
Busa-Ochsen als Zugtiere in Serbien, 1913

Buša werden als Zugtiere sowie als Fleisch- und Milchlieferanten gehalten. Die Milchleistung beträgt ca. 1000 Liter im Jahr, die Milch enthält ca. 6 % Fett und 4,6 % Eiweiß.
Allgemein ist für die Buša eine extensive Haltungsweise üblich. Die Kühe sind in ihren Gebirgslebensräumen äußerst genügsam, sie können selbst im Winter noch im Freien gehalten werden, auch müssen die Kühe bei der Kalbung nicht von einem Veterinär betreut werden. Die weiblichen Kühe können über mehrere Generationen Kälber gebären und verlieren dabei nicht an Vitalität und Gesundheit. In manchen Regionen ist selbst eine halbwilde Haltung üblich. So kommen Prespa-Rinder praktisch ohne Winterstall aus. Bei transhumanter Haltung auf Gebirgsweiden reichen oft relativ einfache Stallungen. Auch bei der Fütterung ist die Anspruchslosigkeit offensichtlich: Die Buša kommt ohne Getreide bzw. Importfutter aus. Ebenso ist Gras- oder Maissilage bei der extensiven Haltung nicht üblich. Die beweideten Kalkmagerwiesen werden ohne Düngerzugaben bewirtschaftet. Heu wird in den subtropischen Ländern im Sommer eingebracht. So findet die Mahd im Orjen z. B. schon Anfang Juli statt. Durch die fehlende Grünlandintensivierung in der Haltung der Buša blieben die artenreichen standortgebundenen Kalkmagerwiesen erhalten. Die intensive Grünlandbewirtschaftung in Westeuropa führte dagegen mit der Fütterungsintensivierung sowie der Intensivhaltung von Milch- und Fleischkühen zu starker Degradierung ursprünglicher Wiesenstandorte und dem Verlust biologischer Vielfalt.
Die Vorteile der Buša gegenüber den modernen selektionierten Rinderschlägen ist ihre Genügsamkeit, hohe Geburtenrate, gesundheitliche Robustheit, Agilität in anspruchsvollem, oft steinigem Gelände und das Erreichen eines hohen Alters. Buša können beispielsweise auf Magerweiden gut gehalten werden, die modernen Rinder nicht genug Nahrung bieten, ihre Kühe können jedes Jahr einmal kalben. Damit produzieren sie mehr Kälber als vergleichbare moderne Rassen. Sie sind dabei auch ausgesprochen langlebig, es ist nicht unüblich, dass sie 20 Jahre alt werden.

## Verbreitung
Buša und ihre Kreuzungen trifft man in Serbien, Bosnien-Herzegowina, einigen Teilen Kroatiens wie Lika und Dalmatien sowie in Montenegro und Albanien an. Sie sind vor allem in karstigen Gebieten verbreitet und gelten als widerstandsfähig und genügsam. Diese Rinder werden im Winterhalbjahr nur 2–6 Monate im Stall gehalten, während der übrigen Zeit im Freien.

## Gefährdung
Diese Haustierrasse gilt nicht als gefährdet.